# SCN10A
Le SCN10A (« Sodium channel de type 10 avec sous-unité alpha » ou Nav1.8 est une protéine de type canal sodique dont le gène est SCN10A situé sur le chromosome 3 humain.

## Structure
La protéine comporte 1957 acides aminés.

## Rôles
Il s'agit d'un canal sodique voltage dépendant et insensible à la tétrodotoxine.
Il est exprimé par les neurones sensitifs issus des ganglions nerveux dorsaux et intervient dans la transmission de la douleur. Son blocage expérimental chez le rat permet l'amélioration des symptômes douloureux.
Il est exprimé également dans les neurones intracardiaques ainsi que dans le tissu cardiaque où il intervient dans la conduction atrio-ventriculaire ou intraventriculaire. Certains variants du gène SCN10A favorisent le risque de survenue d'un trouble du rythme cardiaque.

## Cible thérapeutique
Le blocage médicamenteux du canal sodique entraîne une diminution des douleurs post-opératoires.